# Посещение Хрущёвым выставки авангардистов

Хрущёв возмущается экспонатами

Посещение Хрущёвым выставки авангардистов — резонансное событие, состоявшееся 1 декабря 1962 года, когда советский лидер Никита Хрущёв посетил выставку художников-авангардистов студии «Новая реальность» в Манеже, приуроченную к 30-летию московского отделения Союза художников СССР (МОСХ).  Руководитель СССР, будучи неподготовленным к восприятию абстрактного искусства, подверг резкой критике их творчество, использовав нецензурные выражения.

## Ход событий
Экспозиция, организованная Элием Белютиным, была частью большой выставки в Манеже, приуроченной к 30-летию Московского отделения Союза художников СССР. В выставке принимали участие художники из белютинской студии «Новая реальность», в том числе Тамара Тер-Гевондян, Анатолий Сафохин, Люциан Грибков, Владислав Зубарев, Вера Преображенская, Инна Шмелёва и другие.
Никиту Хрущёва сопровождали Михаил Суслов, Александр Шелепин и Сергей Павлов.
Хрущёв обошёл зал три раза, затем задал вопросы художникам. В частности, он спросил художников, кем были их отцы, выясняя классовое происхождение. Михаил Суслов обратил внимание Хрущёва на некоторые детали картин, после чего Хрущёв начинал возмущаться, употребляя, среди прочих, такие слова как «дерьмо», «говно», «мазня»:
Что это за лица? Вы что, рисовать не умеете? Мой внук и то лучше нарисует! … Что это такое? Вы что — мужики или педерасты проклятые, как вы можете так писать? Есть у вас совесть?
 (по предположению участника выставки художника Леонида Рабичева, негодование Хрущёва было вызвано тем, что накануне ему доложили о «разоблачении группы гомосексуалистов» в издательстве «Искусство»).

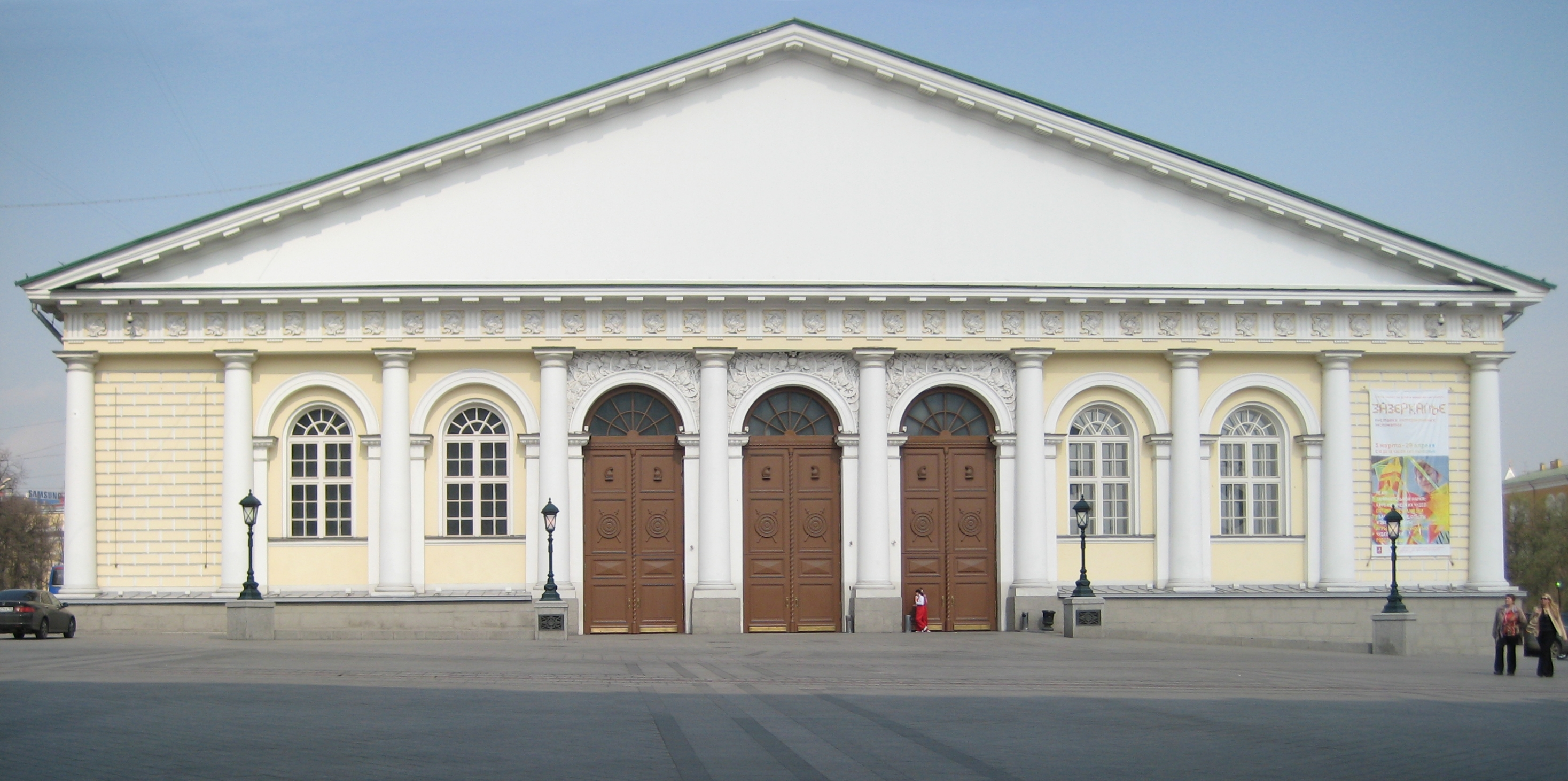
Фасад манежа, где проходила выставка

Особенное негодование у Хрущёва вызвало творчество художников Юло Соостера («Глаз в яйце»), Владимира Янкилевского и Бориса Жутовского. 
Никита Хрущёв потребовал запрета деятельности экспонентов. По окончании просмотра экспозиции он заявил, что советскому народу всё это не нужно:
Очень общо и непонятно. Вот что, Белютин, я вам говорю как Председатель Совета Министров: всё это не нужно советскому народу. Понимаете, это я вам говорю! … Запретить! Всё запретить! Прекратить это безобразие! Я приказываю! Я говорю! И проследить за всем! И на радио, и на телевидении, и в печати всех поклонников этого выкорчевать!
Однако, вопреки некоторым сообщениям, появившимся в западной прессе, Хрущёв не срывал картин со стен.

## Последствия
В результате событий на выставке на следующий день в газете «Правда» был опубликован разгромный доклад, который послужил началом кампании против формализма и абстракционизма в СССР. Хрущёв потребовал исключить из КПСС и Союза художников всех участников выставки, но оказалось, что ни в КПСС, ни в Союзе художников из участников выставки практически никто не состоял. Уже через две недели на встрече руководства СССР с представителями интеллигенции Хрущёв докладывал:
Художников учили на народные деньги, они едят народный хлеб и должны работать для народа, а для кого они работают, если народ их не понимает?
- короткометражный сатирический фильм «Крыса на подносе» (1963 год)

## Второе посещение
После своей отставки в октябре 1964 года Никита Сергеевич повторно посетил Манеж, где поговорил с теми художниками, работы которых ранее подверг критике. Присутствовавший при этом Павел Никонов вспоминает: «Он пошёл в Манеж, ребят, которые участвовали в обеих выставках, предупредили. Хрущёв опять встретился с теми, кого тогда раскритиковал, и сказал, что не совсем разобрался. Очень интересная была беседа, трогательная. Он отходчивый был, между прочим, мужик». По мнению Никонова, «конфликты Хрущёва и авангардистов немножечко придуманы. Номенклатура, которая была на высоких постах в Союзе художников и боялась потерять все свои преимущества, возбудила и натравила несчастного Никиту Сергеевича на эту выставку».

## Память
- Инцидент нашёл отражение в романе Ивана Шевцова о художниках «Тля» (1964).
- Конфликт Никиты Хрущёва и художников, также как и Бульдозерная выставка, являются основой сюжета документального фильма «Чёрный квадрат» (режиссёр Иосиф Пастернак, сценарист Ольга Свиблова, 1988) о противостоянии андеграундного искусства и советской власти. Выставке в Манеже посвящён отрезок с 18:12 до 24:07[5].
- К 50-летию разгрома «Манежной выставки» Правительство Москвы, Департамент культуры города Москвы, Московский музей современного искусства, Художественный фонд «Московская биеннале», Музейно-выставочное объединение «Манеж», при поддержке Министерства культуры РФ с 1 по 12 декабря 2012 года представили экспозицию (с аудиоинсталляциями) «Те же в Манеже»[6].
- Посещение выставки отображено в первой серии сериала «Мосгаз», а также в седьмой серии сериала «Таинственная страсть», а также в сериале 2011 года "Фурцева. Легенда о Екатерине".